# イカ徳利
イカ徳利（イカとっくり）は、イカの胴を徳利状に成形乾燥した日本の伝統的な水産加工品である。

## 概要
イカを徳利状に加工した、「食べられる容器」である。
燗した日本酒を入れて十数分おくと、イカの風味（旨味）が燗酒に溶け出し味わい深いものとなる。徳利として数回使用した後は、炙って酒肴になる。
こちらは逆に日本酒の風味が移り、普通のスルメとは異なる味を楽しめる。
イカの豊富に取れる産地では盛んに生産されており、北海道や三陸地方、佐渡島、京都府、佐賀県など様々な地域で販売されている。
産地の函館では戦前からあるが、爆発的に売れ始めたのは北海道観光ブームの昭和40年代である。しかし1975年（昭和50年）には影が薄くなった。

## 模倣品
2007年5月にソウルで行われた発明品展示会にて、新発明でないにもかかわらず新発明として展示されたことが、同月、朝鮮日報日本語版のウェブニュースにて報じられた。